# Банк Лівану
Банк Лівану (араб. مصرف لبنان, фр. Banque du Liban) —— центральний банк Лівану.

## Історія
Ліван до 1918 року входив до складу Османський імперії, на його території до 1920 були в обізі грошові знаки, що випускалися турецьким казначейством.
У 1919 році заснований французький акціонерний Банк Сирії, що отримав в 1920 році виняткове право емісії і випуск сирійського лівра (фунта), що мав обіг і в Лівані.
У 1924 році банк перейменований в Банк Сирії і Великого Лівану. 1 квітня 1924 року банк отримав виняткове право емісії на території Сирії і Лівану. Банкноти випускалися двох зразків — з написами «Сирія» і «Ліван», але їх обіг відбувався на обох територіях.
У 1939 році банк перейменований в Банк Сирії і Лівану.
Законом від 1 серпня 1963 року створений Банк Лівану. Банк почав операції 1 квітня 1964 року. Капітал банку належить уряду Лівану.